# KOKI-TV
KOKI-TV (канал 23) — телевизионная станция в Талсе, штат Оклахома, США связанная с сетью Fox. Он принадлежит компании Imagicomm Communications, а также дочерней компании MyNetworkTV — KMYT-TV (канал 41). Обе станции располагаются в общих студиях на пересечении Восточной 27-й улицы и Саут-Мемориал-Драйв (рядом с парком WG Skelly) в районе Одюбон на юго-востоке Талсы; передатчик KOKI-TV расположен на Саут-273-й Ист-Авеню (между 91-й улицей Саут и 101-й улицей Саут, рядом с платной автомагистралью Маскоги) в западной части города Коуэта.
| Каналы        | Цифровой:22 (УВЧ) Виртуально:23  |
| Брединг       | Фокс 23                          |
| Принадлежнось | 23.1: Fox 23.2: МЕЧТЫ 23.3: Дабл |